# Lino Arruda
Lino Arruda (Campinas, 1986) es un artista, ilustrador, novelista gráfico e investigador brasileño. Es conocido por el cómic autobiográfico Monstrans: Experiencing Horrormones, que fue premiado por el fondo Itaú Rumos de Itaú Cultural. La obra recibió el premio MixBrasil, en 2021, en la categoría de mejor libro LGBTQIA+ del año y es finalista de los premios Goldie 2022 de la Golden Crown Literary Society, en la categoría de no ficción.
Arruda es un hombre trans y escribe e investiga sobre temas LGBTQIA+ Obtuvo una maestría en Historia del Arte y un doctorado en Literatura; ambos procesos inspiraron sus producciones artísticas. Sus creaciones artísticas retratan la cultura queer a través de encarnaciones monstruosas que redefinen la noción del cuerpo humano. Además de Monstrans, el artista también ha publicado los fanzines Anomalina (2014), Novo Corte de Peitos (2018), Quimer(d)a (2015) y Sapatoons (2011). Desde 2022 escribe la trilogía cómic transfuturista CISFORIA: Lo peor de ambos mundos con el apoyo del fondo ProAC.
Como activista transmasculino, es parte de la distribuidora de fanzines Fracassando: Edições Precárias, iniciativa de archivo, producción, traducción y distribución de fanzines de contenido LGBTIQ+.

## Obras
- Sapatoons (2011)
- Anomalina (2014)
- Quimer(d)a (2015)
- Novo Corte de Peitos (2018)
- Poder Trans: Historieta Latinoamericana (2019, Antología)[10]
- Monstrans: Experiencing Horrormones (2021)